# 華登
華登（？—？），子姓，华氏，名登，宋国大司马华费遂的儿子。
前522年十月十三日，华亥、向宁逃亡到陈国，华登逃亡到吴国。。華登和华多僚、華都是华费遂的儿子，因为华多僚诬陷華貙，前521年五月十四日，華貙杀了华多僚，劫持了华费遂叛变，召集逃亡的人。华登率领吴军救援华氏，齐国乌枝鸣在宋国戍守，十月十七日，齐军、宋军在鸿口击败吴军，俘虏了吴国将领公子苦雂、偃州员。华登率余部击败宋军。厨邑濮用裙子包着砍下的脑袋，扛在肩上跑：“杀死华登了！”在新里打败了华氏，翟偻新、华妵脱下盔甲归附宋元公。華貙派华登到楚国请兵，華貙带领十五辆战车，七十人步兵突围，在睢水岸边吃饭，哭着送走华登，再次冲进重围。前520年二月廿一日，华氏失败，在楚平王的保全下，宋国释放华亥、向宁、华定、华貙、华登、皇奄伤、省臧、士平逃亡楚国。